# Szew klinowo-sitowy

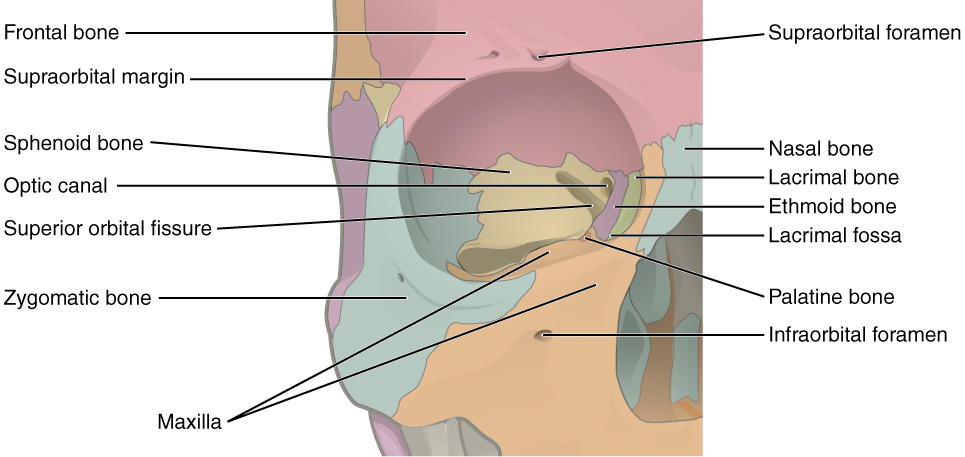
Prawy oczodół człowieka. Kość klinowa podpisana Sphenoid bone, kość sitowa – Ethmoid bone.

Szew klinowo-sitowy (łac. sutura sphenoethmoidalis) – szew czaszki łączący kość klinową z kością sitową.
U człowieka przebiega z góry na dół na przyśrodkowej ścianie oczodołu łącząc tylny brzeg blaszki oczodołowej kości sitowej z niewielkim odcinkiem bocznej powierzchni trzonu kości klinowej.